# Ваља Гоблиј (Алба)
Ваља Гоблиј (рум. Valea Goblii) насеље је у Румунији у округу Алба у општини Винцу де Жос. Општина се налази на надморској висини од 218 m.

## Становништво
Према подацима из 2002. године у насељу је живело 97 становника, од којих су сви румунске националности.